# Burt Lancaster

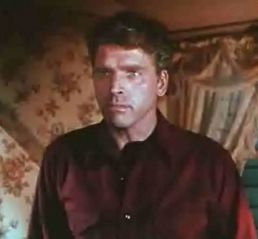
Burt Lancaster (1913 - 1994)

Burt Lancaster (născut Burton Stephen Lancaster), (n. 2 noiembrie 1913, New York City, New York, SUA – d. 20 octombrie 1994, Los Angeles, California, SUA) a fost un actor american, laureat al Premiului Oscar.

## Biografie
Numele său întreg este Burton Stephen "Burt" Lancaster. S-a născut pe 2 noiembrie 1913 și a decedat pe 20 octombrie 1994. Este binecunoscut publicului pentru fizicul său atletic și zâmbetul cuceritor care l-au transformat într-un adevărat Don Juan al marelui ecran. I se spunea "Domnul mușchi și dinți", într-un sens ironic, pentru frumusețea corporală și a zâmbetului. Pe parcursul carierei sale însă a acceptat roluri care au contrazis imaginea sa de băiat frumos. În anii '50 și-a abandonat imaginea sa de cuceritor și a fost privit drept cel mai bun actor al generației sale.
A fost nominalizat de patru ori la Premiile Oscar și a câștigat unul dintre trofee pentru pelicula Elmer Gantry din 1960. A mai câștigat un Golden Globe pentru acest rol dar și două trofee BAFTA pentru peliculele The Birdman of Alcatraz (1962) and Atlantic City (1980). Casa sa de producție Hecht-Hill-Lancaster a fost cea mai de succes și inovatoare companie de gen din anii 50 de la Hollywood, producând filme precum Marty (1955), Trapeze (1956) sau Sweet Smell of Success (1957). A regizat chiar două filme, The Kentuckian (1955) și The Midnight Man (1974). În 1999, Institutul American de Film l-a numit pe Lancaster al 19-lea cel mai bun actor al tuturor timpurilor. 
S-a născut la New York. Atât mama sa, Elizabeth, cât și tatăl, James Henry Lancaster, au fost poștași. De origine irlandeză, cei doi au fost împătimiți protestanți. Și bunicii săi au fost emigranți în Statele Unite. Rudele sale credeau că au legături genealogice cu Frederick Roberts. Pentru că a crescut într-un cartier faimos al New York-ului, și-a petrecut aproape tot timpul său liber pe stradă, cu prieteni din acel mediu. De aici și-a dezvoltat un adevărat talent artistic, de gimnast, de dansator. La liceu era un adevărat star al baschetului. După ce a absolvit liceul, și-a pierdut mama în urma unei boli necruțătoare. A fost acceptat după aceea la Universitatea din NY, având și o bursă de sportiv.

## Filmografie și premii

### Filme
| An   | Film                                                        | Rol                                                         | Note |
| ---- | ----------------------------------------------------------- | ----------------------------------------------------------- | --- |
| 1946 | Ucigașii                                                    | 'Swede' Andersen                                            | Cu Ava Gardner |
| 1947 | Forță brută                                                 | Joe Collins                                                 | Cu Hume Cronyn |
| 1947 | Furie în deșert                                             | Tom Hanson                                                  | Cu Lizabeth Scott |
| 1948 | Merg singur                                                 | Frankie Madison                                             | Cu Kirk Douglas |
| 1948 | Toti fii mei                                                | Chris Keller                                                | Cu Edward G. Robinson |
| 1948 | Regret, ați greșit numărul                                  | Henry Stevenson                                             | Cu Barbara Stanwyck |
| 1948 | Sărută-mi sângele de pe mâini                               | William Earle 'Bill' Saunders                               | Cu Joan Fontaine |
| 1949 | În zigzag sau Joc dublu (Criss Cross)                       | Steve Thompson, narator                                     | Cu Yvonne de Carlo |
| 1949 | Funie de nisip                                              | Michael (Mike) Davis                                        | Cu Paul Henreid |
| 1950 | Flama și săgeata sau Flacăra și săgeata                     | Dardo Bartoli                                               | Cu Virginia Mayo |
| 1950 | Mister 880                                                  | Steve Buchanan                                              | Cu Dorothy McGuire |
| 1951 | Valea răzbunării                                            | Owen Daybright                                              | Cu Robert Walker |
| 1951 | Jim Thorpe – All-American                                   | Jim Thorpe                                                  | Cu Charles Bickford |
| 1951 | Zece oameni înalți sau Zece oameni în deșert                | Sergentul Mike Kincaid                                      | Cu Jody Lawrance |
| 1952 | The Crimson Pirate                                          | Căpitanul Vallo                                             | Cu Nick Cravat |
| 1952 | Iubire pierdută (Come Back, Little Sheba)                   | Doc Delaney                                                 | Cu Shirley Booth |
| 1953 | Femeie din mările sudului                                   | Master Gunnery Sgt. James O'Hearn                           | Cu Virginia Mayo |
| 1953 | De aici în eternitate                                       | 1st Sgt. Milton Warden                                      | New York Film Critics Circle Award for Best Actor Nominalizare—Academy Award for Best Actor |
| 1953 | Three Sailors and a Girl                                    | Marine (nemenționat)                                        | Cu Jane Powell |
| 1954 | Majestatea Sa O'Keefe                                       | Cpt. David Dion O'Keefe, narator                            | Cu Joan Rice |
| 1954 | Apașul                                                      | Massai                                                      | Cu Jean Peters |
| 1954 | Vera Cruz                                                   | Joe Erin                                                    | Cu Gary Cooper |
| 1955 | Omul din Kentucky                                           | Elias Wakefield (Big Eli)                                   | Regizor Nominalizare—Golden Lion |
| 1955 | Trandafirul tatuat                                          | Alvaro Mangiacavallo                                        | Cu Anna Magnani |
| 1956 | Trapez                                                      | Mike Ribble                                                 | Ursul de Argint pentru cel mai bun actor la Berlinale |
| 1956 | Omul care aduce ploaia (Aducătorul de ploaie)               | Bill Starbuck, aka Bill Smith, Bill Harley, Tornado Johnson | Nominalizare — Premiul Globul de Aur pentru cel mai bun actor (dramă) |
| 1957 | Răfuială la O.K. Corral                                     | Șerif federal Wyatt Earp                                    | Cu Kirk Douglas |
| 1957 | Gustul dulce al succesului                                  | J. J. Hunsecker                                             | Scenariu de Ernest Lehman |
| 1958 | Pericolul din adâncuri (Run Silent, Run Deep)               | Locotenent-comandor Jim Bledsoe                             | Cu Clark Gable |
| 1958 | Mese separate                                               | John Malcolm                                                | Cu David Niven |
| 1959 | Discipolul diavolului                                       | Reverendul Anthony Anderson                                 | Cu Kirk Douglas și Laurence Olivier |
| 1960 | Neînduplecații (Neiertații)                                 | Ben Zachary                                                 | Cu Audrey Hepburn |
| 1960 | Elmer Gantry                                                | Elmer Gantry                                                | Academy Award for Best Actor Golden Globe Award for Best Actor – Motion Picture Drama New York Film Critics Circle Award for Best Actor Nominalizare—BAFTA Award for Best Actor in a Leading Role |
| 1961 | Tinerii sălbatici                                           | ADA Hank Bell                                               | Cu Dina Merrill |
| 1961 | Procesul de la Nürnberg                                     | Dr. Ernst Janning                                           | Cu Spencer Tracy |
| 1962 | Păsărarul din Alcatraz                                      | Robert Stroud                                               | BAFTA Award for Best Actor in a Leading Role Volpi Cup Nominalizare—Academy Award for Best Actor Nominalizare—Golden Globe Award for Best Actor – Motion Picture Drama |
| 1963 | Un copil așteaptă (A Child Is Waiting)                      | Dr. Ben Clark                                               | Cu Judy Garland |
| 1963 | Ghepardul                                                   | Prinț Don Fabrizio Salina                                   | Cu Claudia Cardinale |
| 1963 | Lista lui Adrian Messenger                                  | Cameo                                                       | Cu George C. Scott |
| 1964 | Șapte zile în Mai                                           | Gen. James Mattoon Scott                                    | Cu Kirk Douglas |
| 1964 | Trenul                                                      | Paul Labiche                                                | Cu Jeanne Moreau |
| 1965 | O caravană americană                                        | Col. Thaddeus Gearhart                                      | Cu Lee Remick |
| 1966 | Profesioniștii                                              | Bill Dolworth                                               | Cu Lee Marvin |
| 1967 | All About People                                            | Narator                                                     | |
| 1968 | Vânătorii de scalpuri                                       | Joe Bass                                                    | Cu Shelley Winters |
| 1968 | Înotătorul}}                                                | Ned Merrill                                                 | Cu Janice Rule |
| 1969 | Donjonul castelului                                         | Maior Abraham Falconer                                      | Cu Peter Falk |
| 1969 | Moliile țigănești sau Jocul de-a moartea                    | Mike Rettig                                                 | Cu Deborah Kerr |
| 1970 | Aeroportul                                                  | Mel Bakersfeld                                              | Cu Dean Martin |
| 1971 | Omul legii                                                  | Bannock Town Marshal Jered Maddox                           | Cu Robert Ryan |
| 1971 | Valdez sosește sau Șeriful cu nouă vieți                    | Șeriful Bob Valdez                                          | Cu Susan Clark |
| 1972 | Raidul lui Ulzana sau Ulzana atacă                          | U.S. Cavalry Scout McIntosh                                 | Cu Bruce Davison |
| 1973 | Scorpio                                                     | Cross                                                       | Cu Alain Delon |
| 1973 | Acțiune executivă sau Asasinarea lui JFK                    | James Farrington                                            | Cu Robert Ryan |
| 1974 | Omul de la miezul nopții                                    | Jim Slade                                                   | Regizor împreună cu Roland Kibbee |
| 1974 | Violență și pasiune (it.: Gruppo di famiglia in un interno) | Profesor                                                    | David di Donatello for Best Actor |
| 1976 | Buffalo Bill și indienii                                    | Ned Buntline                                                | Cu Paul Newman |
| 1976 | 1900 (Novecento)                                            | Alfredo's Grandfather                                       | Cu Robert De Niro |
| 1976 | Podul Cassandra                                             | Col. Stephen Mackenzie                                      | Cu Sophia Loren |
| 1977 | Ultima strălucire a amurgului                               | Gen. Lawrence Dell                                          | Cu Richard Widmark |
| 1977 | Insula doctorului Moreau                                    | Dr. Paul Moreau                                             | Nominalizare — Premiul Saturn pentru cel mai bun actor |
| 1978 | Incident la Muc Va sau Du-te și spune-le Spartanilor        | Maior Asa Barker                                            | Cu Craig Wasson |
| 1979 | Bătălia de la Isandlwana (Zulu Dawn)                        | Col. Anthony Durnford                                       | Cu Peter O'Toole |
| 1980 | Atlantic City                                               | Lou Pascal                                                  | Premiul BAFTA pentru cel mai bun actor Boston Society of Film Critics Award for Best Actor David di Donatello for Best Actor Kansas City Film Critics Circle Award for Best Actor Los Angeles Film Critics Association Award for Best Actor National Society of Film Critics Award for Best Actor New York Film Critics Circle Award for Best Actor Nominalizare—Academy Award for Best Actor Nominalizare—Genie Award for Best Performance by an Actor in a Leading Role Nominalizare—Golden Globe Award for Best Actor – Motion Picture Drama |
| 1981 | Cattle Annie and Little Britches                            | Bill Doolin, proscris din Oklahoma                          | Cu Amanda Plummer și Diane Lane |
| 1981 | Pielea (La pelle)                                           | Gen. Mark Clark                                             | Cu Marcello Mastroianni |
| 1983 | Erou local                                                  | Felix Happer                                                | Nominalizare—Premiul BAFTA pentru cel mai bun actor într-un rol secundar |
| 1983 | Weekend cu spioni sau Weekendul Osterman                    | Director CIA Maxwell Danforth                               | Cu Rutger Hauer |
| 1985 | Cea mai de preț comoară                                     | Delbert Teschemacher                                        | Cu Margot Kidder |
| 1986 | Băieți duri (Tough Guys)                                    | Harry Doyle                                                 | Cu Kirk Douglas |
| 1987 | Il Giorno prima                                             | Dr. Herbert Monroe                                          | Cu Ben Gazzara |
| 1988 | Rocket Gibraltar                                            | Levi Rockwell                                               | Cu Patricia Clarkson |
| 1989 | Terenul de baseball                                         | Dr. Archibald 'Moonlight' Graham                            | Cu Kevin Costner |
| 1989 | La bottega dell'orefice                                     | Bijutier                                                    | Cu Olivia Hussey |

### Televiziune
| An   | Film                                       | Rol                                        | Note                        |
| ---- | ------------------------------------------ | ------------------------------------------ | --------------------------- |
| 1974 | Moise, legiuitorul (Moses the Lawgiver)    | Moise                                      | mini-serie                  |
| 1976 | Victorie la Entebbe                        | Shimon Peres                               | Film TV; cu Anthony Hopkins |
| 1978 | Războiul necunoscut                        | Burt Lancaster (Narator)                   | Miniserial TV               |
| 1982 | Marco Polo                                 | Teobaldo Visconti / Papa Grigore al X-lea  | Miniserial TV               |
| 1982 | Verdi                                      | Narator în versiunea americană             | Miniserial TV               |
| 1985 | Scandal Sheet                              | Harold Fallen                              |                             |
| 1986 | Väter und Söhne – Eine deutsche Tragödie   | Geheimrat Carl Julius Deutz                | Miniserial TV               |
| 1986 | On Wings of Eagles                         | Lieutenant Colonel Arthur D. "Bull" Simons | Miniserial TV               |
| 1989 | I Promessi sposi                           | Cardinal Federigo Borromeo                 | Miniserial TV               |
| 1990 | Fantoma de la operă                        | Gerard Carriere                            | Miniserial TV               |
| 1990 | Voyage of Terror: The Achille Lauro Affair | Leon Klinghoffer                           |                             |
| 1991 | Separate But Equal                         | John W. Davis                              |                             |